# Büdingen
Büdingen je město v německé spolkové zemi Hesensko v zemském okrese Wetterau, vzdálené asi 50 km východně od Frankfurtu nad Mohanem. Ke konci roku 2015 zde trvale žilo 21 785 obyvatel. Město je známé především díky dobře zachovalým středověkým hradbám a hrázděným domům.

## Geografie
Město Büdingen se nachází v jižní části okresu Wetterau na úpatí pohoří Vogelsberg. Průměrná nadmořská výška ve městě je 160 m. V historii Büdingen náležel k Hornímu Hesensku: jedné ze tří provincií velkovévodství hesenského. Samotné město leží v bažinatém a mokřinovém údolí. I proto stojí zámek a staré domy na bukových pilotách.
Od roku 1972 pod město spadají i obce Aulendiebach, Büches, Calbach, Diebach am Haag, Düdelsheim, Dudenrod, Eckartshausen, Lorbach, Michelau, Orleshausen, Rinderbügen, Rohrbach, Vonhausen, Wolf a Wolferborn. Roku 1972 byl také zrušen zemský okres Büdingen, jehož byl Büdingen správním centrem. Namísto původního zemského okresu byl založen okres Wetterau, ve kterém se správním centrem stalo město Friedberg.

## Historie

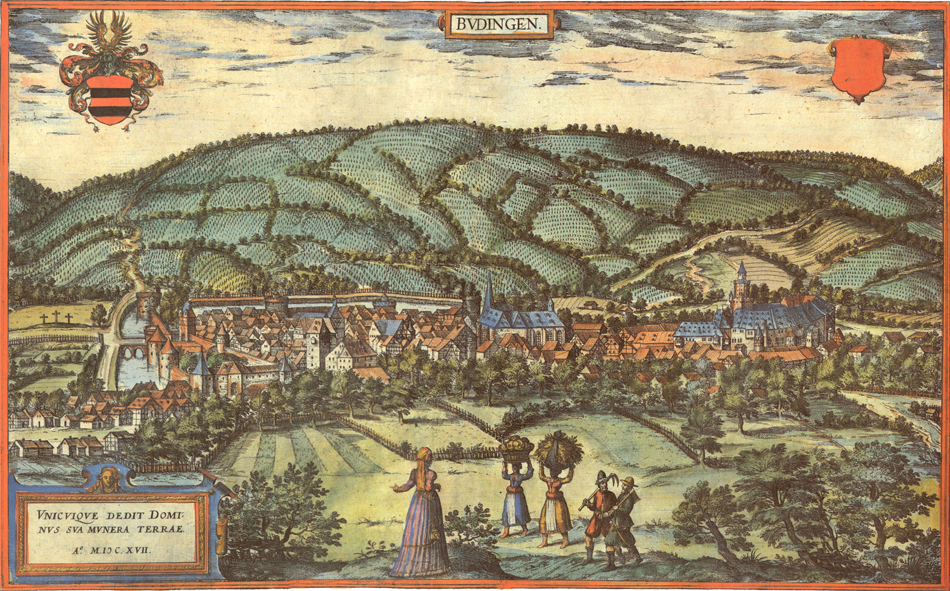
Pohled na Büdingen přibližně v roce 1617

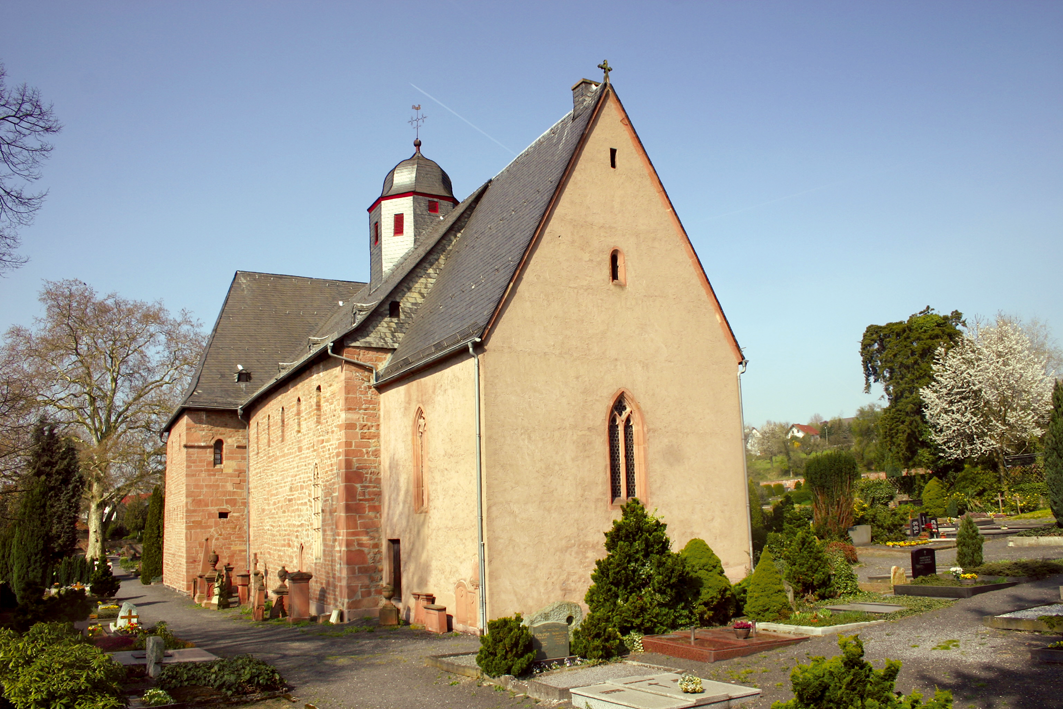
Kostel svatého Remigia, o němž se spisy poprvé zmiňují již roku 700

Kolem roku 700 byl neznámým šlechticem na území dnešního Büdingenu postaven dřevěný kostel zasvěcený svatému Remigiovi. Nicméně, první skutečná písemná zmínka o městě pochází až z roku 847, kdy se ve spisech objevila obec Büdingen. Mohlo se ale jednat i o jinou obec, protože v Německu ale i Lotrinsku existovalo více míst stejného jména. Roku 1050 byl kostel svatého Remigia rozšířen o další patro a od té doby se dochoval téměř nepozměněný.
První zmínka o místních šlechticích pochází z roku 1131. Roku 1155 oblasti vládl purkrabí z Gelnhausenu a o půl století později se kroniky poprvé zmiňují o Büdingenu jako o městě. Páni z Büdingenu vymřeli před rokem 1247 s Gerlachem II. a jejich dědictví si rozebralo několik šlechtických rodů: šlechtici von Hohenlohe-Brauneck, von Ysenburg-Kempenich (též Isenburg-Kempenich), von Trimbergové, von Breubergové a von Ysenburgové. 26. července 1330 pak císař Ludvík IV. Bavor udělil městu titul tržního města.

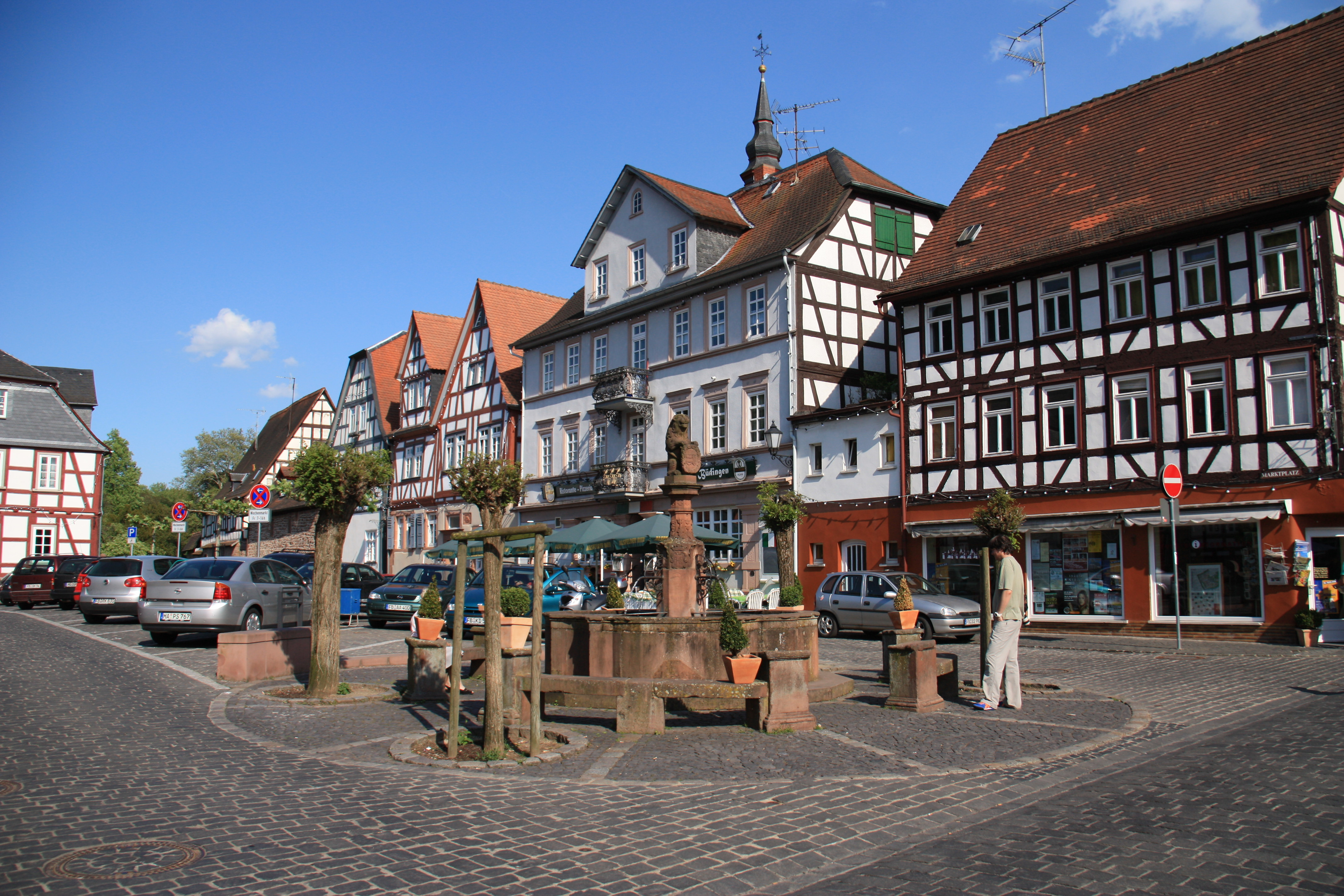
Hrázděné domy v Büdingenu

Když roku 1353 vyšel edikt svobody, purkrabí Jindřich II. udělil obyvatelům Büdingenu nezávislost. Na oplátku si obyvatelé museli sami chránit město a byl založen střelecký klub Büdinger Schützengesellschaft 1353. Tato organizace působí stále a jedná se o jeden z největších střeleckých klubů Německa.

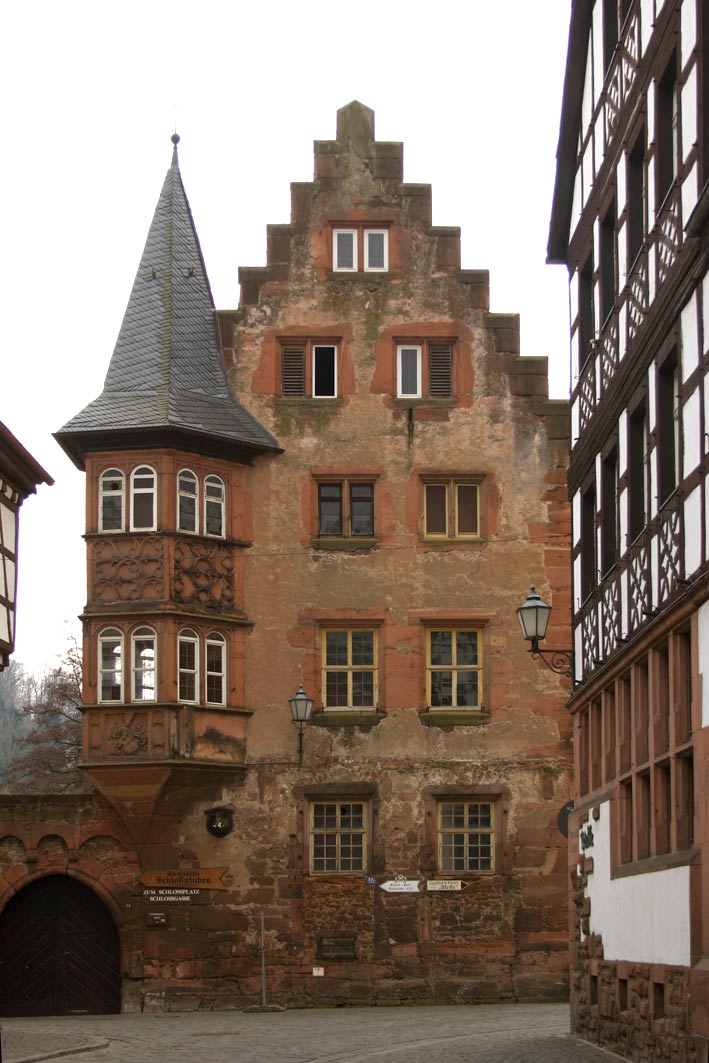
Nejstarší budova města: starý kamenný dům

Kvůli místním neshodám a následným bojům nechal pán z Büdingenu Ludvík II. kolem staré pevnosti vybudovat obranný val s 22 věžemi. Stavba začala roku 1480 a skončila 1510. Tyto městské hradby jsou stále nepoškozené a řadí se mezi jedny z nevýznamnějších městských opevnění Německa. Několik let po dostavbě hradeb, roku 1521, město údajně navštívil Martin Luther a následně se město stalo protestantské. V roce 1576 a později roku 1632 postihl město mor, který zahubil velkou část obyvatelstva. V roce 1590 zase velké množství budov zničil velký požár.
Mezi lety 1633 až 1634 bylo 114 lidí popraveno během inkvizičního procesu za čarodějnictví. Roku 1712 hrabě Arnošt Kazimír I. vydal nařízení, díky kterému se na jeho území mohli usazovat i náboženští exulanti. Výsledkem toho byla oblast u Dolní Brány obývaná výhradně hugenoty, valdenskými a dalšími.
Po kongresu ve Vídni roku 1816 bylo Isenburské vévodství, kam spadal i Büdingen, rozděleno mezi Hesensko-darmstadtské velkovévodství a hesenské kurfiřtství. Samotný Büdingen připadl Hesensku-darmstadtsku.

## Politika

### Starostové
Starostové se volí od roku 1993 přímou volbou na období šesti let.
- od roku 2022 Benjamin Harris (CDU)[1]
- 2004–2022 Erich Spamer (FWG)[2]
- 1998–2004 Bernd Luft (CDU)
- 1982–1997 Eberhard Bauner (CDU) (1942–1997)
- 1976–1982 Roland Manz (SPD) (1938–2014)
- 1962–1976 Willi Zinnkann (SPD) (1915–1997)
- 1950–1962 Emil Diemer (1890–1962)
- 1945–1949 Max Scheingraber (1890–1949)

## Kultura
V historickém centru města se nachází zachovalé hrázděné domy, z nichž některé jsou i stovky let staré. Úplně nejstarší budovou města je ale starý kamenný dům, který je, jak jeho označení napovídá, pouze z kamene. Populární turistickou atrakcí jsou i staré městské hradby. Většina bran i věží jsou dobře zachovalé a brány jsou průchozí. Zámek v Büdingenu získal svoji současnou podobu v 16. století. Vnější nádvoří zámku je otevřené pro turisty, vnitřek pak lze projít s průvodcem. V historické městské radnici v současnosti sídlí muzeum a nachází se zde i zasedací místnost rady města. V Büdingenu se, mimo jiné, nachází několik muzeí a také několik přírodních památek v podobě starobylých a mohutných stromů.

## Známé osobnosti města
- Christoph von Wolzogen, německý filozof, narozen v Büdingenu
- Čestmír Patzel, československý fotbalový brankář, zemřel v Büdingenu
- Johann Samuel König, matematik, narozen v Büdingenu
- Bruno z Ysenburgu a Büdingenu, šlechtic, narozen v Büdingenu
- Arnošt Kazimír II. z Ysenburgu a Büdingenu, šlechtic, narozen v Büdingenu

## Partnerská města
Büdingen podepsal smlouvy o spolupráci s těmito městy:
- Bruntál, Česko
- Herzberg, Německo
- Gistel, Belgie
- Loudéac, Francie
- Tinley Park, USA